# Dominique Mamberti
Dominique François Joseph Mamberti (Marrakech, protectorado francés de Marruecos, 7 de marzo de 1952), más conocido como Dominique Mamberti, es un cardenal católico, diplomático, canonista francés, actual delegado apostólico en Somalia y nuncio en Sudán y Eritrea. También es prefecto del Tribunal Supremo de la Signatura Apostólica.

## Biografía

### Primeros años y sacerdocio
Nacido en Marruecos, Marrakech, el 7 de marzo de 1952. Durante su niñez se trasladó junto a su familia a Francia, residiendo en la isla de Córcega. Años más tarde pasó a estudiar en el seminario. 
Fue ordenado sacerdote el día 20 de septiembre de 1981 por el obispo de la Diócesis de Ajaccio Mons. Jean-Charles Thomas, allí se doctoró en Derecho civil y en Derecho canónico.

### Diplomacia
En el año 1986, entró en el Servicio Diplomático de la Santa Sede, siendo destinado a trabajar en las Nunciaturas Apostólicas de Argelia, Chile, el Líbano, también en la oficina de la Santa Sede en la Organización de las Naciones Unidas (ONU) en la ciudad de Nueva York y en la Sección de relaciones con los estados de la Santa Sede. Durante su trabajo en esos años, ha sido considerado como un experto en América Latina, la ONU, África, Oriente Medio y el Islam. 

## Episcopado
El 18 de mayo de 2002 fue nombrado por el papa Juan Pablo II como Obispo titular de Sagona, también fue nombrado Delegado apostólico en Somalía y Nuncio Apostólico en Sudán. Recibió la consagración episcopal el 3 de julio de ese año, a manos del cardenal Angelo Sodano.
El 17 de enero de 2004 fue nombrado por Juan Pablo II, Nuncio Apostólico en Eritrea, hasta 2006.

### Santa Sede
El 15 de septiembre de 2006 fue nombrado por el papa Benedicto XVI como Secretario de la Sección de Relaciones con los Estados de la Secretaria de Estado de la Santa Sede y también Secretario de la Comisión Interdicasterial permanente para la Iglesia en Europa del Este, siendo reelegido en ambos cargos el 31 de agosto de 2013 por el papa Francisco.
En septiembre de 2007, Mamberti organizó la primera visita oficial entre un jefe de Estado árabe, el presidente de Sudán Omar el-Bashir, y el Papa Benedicto XVI. La visita tuvo lugar en la residencia veraniega del Papa, Castel Gandolfo. Poco después de este evento histórico, el rey de Arabia Saudita se reunió con el Papa, lo que marcó el inicio de un nuevo período en las relaciones católico-musulmanas.

### Cardenalato
El 8 de noviembre de 2014, el Papa Francisco lo designó como Prefecto del Tribunal Supremo de la Signatura Apostólica, la corte final de apelaciones de todo juicio canónico.
El 14 de febrero de 2015 el papa Francisco lo creó cardenal de la Iglesia Católica en el consistorio celebrado ese año.

### Habemus papam
El 8 de mayo de 2025, al elegir al nuevo papa los 133 cardenales electores en el cónclave de dicho año, Mamberti fue el encargado de anunciar al mundo el nombre del pontífice, Robert Francis Prevost, con su nombre papal de León XIV.
Pronunciando la siguiente fórmula: 

Annuntio vobis gaudium magnum; habemus papam: Eminentissimum ac Reverendissimum Dominum, Dominum Robertum Franciscum, Sanctae Romanae Ecclesiae Cardinalem Prevost, qui sibi nomen imposuit Leonem Decimum Quartum.
Les anuncio una gran alegría; tenemos papa: El eminentísimo y reverendísimo señor, Don Robert Francis, cardenal de la Santa Iglesia Romana Prevost,
quien se ha impuesto el nombre de León XIV.

## Nombramientos en la Curia Romana
- El 17 de marzo de 2015 fue nombrado miembro del Consejo de cardenales y obispos de la Sección para las Relaciones con los Estados de la Secretaría de Estado, miembro de la Congregación para el Culto Divino y la Disciplina de los Sacramentos y miembro de la Congregación para las Causas de los Santos.[9]
- El 8 de agosto de 2017 fue nombrado miembro de la Congregación para la Evangelización de los Pueblos.
- El 8 de noviembre de 2019 fue confirmado como prefecto del Tribunal Supremo de la Signatura Apostólica in aliud quinquennium.[10]
- El 26 de mayo de 2020 fue nombrado miembro del Pontificio Consejo para los Textos Legislativos ad quinquennium.[11]
- El 2 de junio de 2020 fue confirmado como miembro de la Congregación para las Causas de los Santos in aliud quinquennium.[12]
- El 22 de febrero de 2022 fue confirmado como miembro de la Congregación para el Culto Divino y la Disciplina de los Sacramentos ad aliud quinquennium.[13]
- El 21 de febrero de 2023 fue confirmado como miembro de la Sección para la primera Evangelización y las nuevas Iglesias particulares del Dicasterio para la Evangelización, ad aliud quinquennium.[14]
- El 30 de enero de 2024 fue confirmado como miembro del Consejo de la Sección Sección para las Relaciones con los Estados y Organismos Internacionales de la Secretaría de Estado de la Santa Sede ad aliud quinquennium.[15]
- El 1 de julio de 2024 es nombrado Cardenal Protodiácono de la Iglesia Católica.

## Condecoraciones y distinciones
| Distinción                                               | Fecha                 |
| -------------------------------------------------------- | --------------------- |
| Comandante de la Orden de la Legión de Honor             | 10 de octubre de 2009 |
| Caballero de la Orden al Mérito de la República Italiana | 5 de febrero de 2007  |
| Gran Cruz de la Orden de la Estrella de Rumania          | 2008                  |
| Banda de la Orden del Águila Azteca                      | 22 de enero de 2015   |